# Greatest Hits: Naughty’s Nicest
A Greatest Hits: Naughty's Nicesta Rhino Entertainment kiadásában megjelent Naughty by Nature hiphopcsapat gyűjteményes válogatáslemeze, mely a csapat legnagyobb slágereit tartalmazza.

## Tracklista
1. "O.P.P." – 4:30
2. "Uptown Anthem" – 3:05
3. "Everything's Gonna Be Alright" – 4:51
4. "Guard Your Grill" – 5:03
5. "Wickedest Man Alive" – 4:20
6. "Everyday All Day" – 5:41
7. "1, 2, 3" – 4:44
8. "Yoke the Joker" – 5:13
9. "Hip Hop Hooray" – 4:23
10. "Written on Ya Kitten" – 4:22
11. "It's On" [Kay Gee Remix] – 3:05
12. "Poor Man's Poetry" – 2:59
13. "Feel Me Flow" – 3:33
14. "Craziest" – 4:08
15. "Mourn You Til I Join You" – 5:18
16. "Dirt All by My Lonely" – 3:15

## Külső hivatkozások
- Info az albumról a Discogs oldalán[1]
- Az album orosz kiadása[2]